# Santa Maria de Marvão
A Freguesia de Santa Maria de Marvão é uma freguesia portuguesa do Município de Marvão com 23,40 km² de área e 398 habitantes (censo de 2021), tendo, por isso, uma densidade populacional de 17 hab./km².
É a única freguesia urbana do município de Marvão, correspondendo à totalidade da povoação sede do município, a vila de Marvão, mas também a alguns lugares referidos mais abaixo.
O nome de Marvão provém do governador mouro Marwan que aí tinha refúgio.

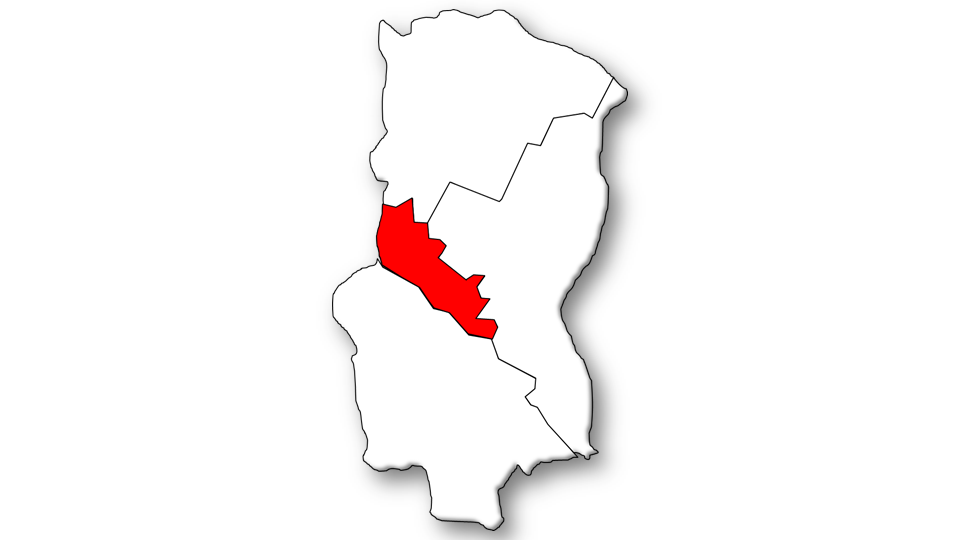
Localização no Município de Marvão

## Demografia
A população registada nos censos foi:
| Distribuição da População por Grupos Etários | Distribuição da População por Grupos Etários | Distribuição da População por Grupos Etários | Distribuição da População por Grupos Etários | Distribuição da População por Grupos Etários |
| -------------------------------------------- | -------------------------------------------- | -------------------------------------------- | -------------------------------------------- | -------------------------------------------- |
| Ano                                          | 0-14 Anos                                    | 15-24 Anos                                   | 25-64 Anos                                   | > 65 Anos                                    |
| 2001                                         | 69                                           | 67                                           | 271                                          | 238                                          |
| 2011                                         | 29                                           | 30                                           | 214                                          | 213                                          |
| 2021                                         | 28                                           | 16                                           | 166                                          | 188                                          |

## Património
- Castelo de Marvão
- Cruzeiro da Estrela
- Igreja de Santa Maria (Santa Maria de Marvão)
- Pelourinho de Marvão
- Palácio Bourbon e Valle ou Palácio dos Barros Castelo-Branco Barba Mouzinho e Mattos
- Solar dos Mattos Mouzinhos ou Solar dos Pinto Pereira de Faria Fraústo
- Todo o aglomerado urbano sito dentro do perímetro do Castelo de Marvão e das Muralhas de Marvão
- Convento de Nossa Senhora da Estrela

## Lugares
A freguesia agrega os seguintes lugares:
- Galegos
- Marvão
- Pitaranha
- Ponte Velha
- Porto Roque - Fronteira de Marvão
- Registo
- Laginha
- Monte Baixo